# Stazione di Ascoli Piceno
La stazione di Ascoli Piceno è la stazione terminale della linea Ascoli Piceno-San Benedetto del Tronto e la principale posta a servizio del comune di Ascoli Piceno.

## Strutture ed impianti
L'impianto è gestito da Rete Ferroviaria Italiana.
Il fabbricato viaggiatori è una struttura in muratura composta da tre corpi: quello centrale si sviluppa su due livelli ed è composto da sei finestre monofore ad arco a tutto sesto, le finestre del primo piano sono ornate da cornicione; i corpi laterali si sviluppano simmetricamente rispetto al corpo centrale e sono ad un solo piano.
Dalla stazione si dipartivano numerosi raccordi ferroviari a servizio delle vicine industrie; le rotaie Phoenix, sebbene ancora visibili nei pressi della stazione, sono state tuttavia ricoperte di asfalto nei tratti in cui si incrociano con la strada,
La stazione disponeva di un deposito locomotive e di un magazzino merci: già nel 2010 il deposito era stato smantellato mentre il magazzino non svolge più alcuna funzione. L'architettura del magazzino è molto simile a quella delle altre stazioni ferroviarie italiane.
La pianta dei fabbricati è rettangolare.
Il piazzale è composto da tre binari dedicati al trasporto passeggeri. Nel dettaglio:
- Binario 1: binario su tracciato deviato.
- Binario 2: binario su corretto tracciato.
- Binario 3: binario su tracciato deviato.

I binari 1 e 2 sono terminali mentre il binario 3 è passante e si interrompe poco oltre la stazione.
Tutti i binari sono dotati di banchina ferroviaria e coperti da pensiline in ferro. Le banchine sono collegate tra loro aggirando i binari terminali 1 e 2.
La stazione è inoltre provvista di un fascio di binari dedicati al ricovero dei mezzi non in servizio; tali binari sono collegati da passerella o dotati di banchina.
Nel corso del 2020, la stazione è stata coinvolta da interventi volti a incrementare la funzionalità ed il decoro, a potenziare l’informazione al pubblico, ad abbattere le barriere architettoniche oltreché a migliorare l’accessibilità al treno.

## Servizi
La stazione offre i seguenti servizi:
- Biglietteria a sportello
- Biglietteria self-service
- Servizi igienici
- Bar
- Sala di attesa

## Movimento
Il servizio passeggeri è costituito da treni regionali diretti e provenienti da Ancona e San Benedetto del Tronto, svolti da Trenitalia nell'ambito del contratto di servizio stipulato con la Regione Marche.

## Interscambio
Nel piazzale antistante il fabbricato viaggiatori c'è un piccolo parcheggio auto ed un cartello indicante i numeri telefonici dei taxi. È inoltre presente un'autostazione gestita dalla Start S.p.A.